# Vildanden (flygbolag)
Vildanden AS var ett norskt flygbolag med bas på Skien flygplats, Geiteryggen, Skien. Bolaget hade regelbunden trafik till Bergen, Stavanger och Trondheim från Skien. Bolaget startade trafik 2005 med en inhyrd Jetstream 31 från Coast Air. I November 2005 började man trafikera med en ATR 42 från DAT. Från 2006-2009 hyrde man in flygplan från, Air Aurora och senare Avitrans. I juli 2009 gick avtalet med Avitrans ut. Man började då hyra i en ATR 42 från DAT, som trafikerar linjen Skien-Bergen, och en Jetstream 32 från Helitrans på linjen Skien-Stavanger. Flygbolaget har fått sitt namn från Henrik Ibsens verk Vildanden.     

## Destinationer
Så här såg Vildandens destinationer ut i december 2010 . Flygbolaget har tidigare trafikerat Stockholm-Bromma
| Land  | Stad      | Flygplats                  | Flygplan             |
| ----- | --------- | -------------------------- | -------------------- |
| Norge | Bergen    | Bergens flygplats          | ATR 42               |
| Norge | Skien     | Skien Lufthavn             | ATR 42, Jetstream 32 |
| Norge | Stavanger | Stavanger flygplats        | ATR 42, Jetstream 32 |
| Norge | Trondheim | Tronhdeim-Værnes flygplats | ATR 42               |

## Flotta
Så här såg ut i oktober 2009 
| Flygplan     | Antal | Passagerare | Övrigt              |
| ------------ | ----- | ----------- | ------------------- |
| ATR 42       | 1     | 48          | Hyrs från DAT       |
| Jetstream 32 | 1     | 19          | Hyrs från Helitrans |